# Neogeografia
La Neogeografía (Nova geografia) és un neologisme que conviu amb diverses denominacions utilitzades per ressenyar la presència i la rellevància de l'ús de la cartografia a Internet. Es compon d'un conjunt de tècniques i eines que queden excloses de l'àmbit del Sistema d'Informació Geogràfica (GIS).

## Descripció
Les expressions respecte a la Neogeografia es refereixen a la capacitat de persones sense formació en tècniques cartogràfiques per participar en diversos nivells i expressions a la creació del significat de mapes. Lligat a aquest nou tipus de geògrafs “no experts”, sorgeix el terme Volunteered Geographic Information (VGI) i el de dades especials User-generated content. Tots aquests termes ressalten que els usuaris habituals dels mapes s'han convertit en els seus productors i que la diferenciació de funcions entre el cartògraf i el lector del mapa s'han dissolt.
Aquesta nova geografia és el resultat de la llibertat d'accés a la georreferenciació de llocs, la geoetiquetació de continguts, la fàcil integració de recursos en entorns web mitjançant l'ús d'APIs y la utilització cada cop més quotidiana de GPS i d'aparells de posicionament (telèfons mòvils, PDAs, navegadors) a la vida quotidiana.
La neogeografia està vinculada al fenomen de la web 2.0 on les persones són les que publiquen sense possibilitat de censura els seus punts de vista de manera expressiva i creativa. Però la neogeografia fa un pas més, aquesta capacitat s'amplia cap a una consciència de lloc i cap a l'expressió lliure i creativa dels llocs. Publicar mapes no és tan fàcil com penjar textos o fotografies però es disposa de la tecnologia precisa perquè les dades geogràfiques massives es pugin als servidors des d'on podran ser consultades. Rana y Joliveau (2007) senyalen que el pas d'una geografia acadèmica o paleogeografia a la nova geografia es caracteritza per un desdibuixament dels límits entre els rols tradicionals de subjectes productors, comercialitzadors i consumidors d'informació geogràfica.

## Canvis i permanències a la nova geografia
La nova geografia ha produït certs canvis, com el desplaçament del poder de realitzar mapes, és a dir, de participar en el significat d'aquests. El mapa no perd ni tampoc modifica els seus atributs com a eina imprescindible de creació espacial, sinó que la participació en el seu significat s'expandeix cap a aquelles persones sense formació.
Kazys i Varnelis (2008) afirmen que els mapes accentuen la seva capacitat de visibilitat. Els mapes digitals permeten espacialitzar determinades vivències, situacions o elements que romanien ocults a l'espai, o perquè no comptaven amb la rellevància necessària per aparèixer en un mapa determinat o perquè la seva especialització era complexa de realitzar. Tal com senyalava Momonnier (1996) els mapes en si mateix són exercicis que filtren informació.
La neogeografia no pretén construir-se en una nova categoria de veritat cartogràfica, ja que utilitza procediments de filtratge semblants als de la cartografia oficial però la seva diversitat i llibertat de creació permeten visualitzar elements espacials que han estat ocults anteriorment.

## Anàlisi d'Internet des d'una perspectiva neogeogràfica
Implica quatre apartats:

### Mapes
La representació de la realitat

### Elements
Punts contextualitzats a l'espai (web map server, waypoints...)

### Informació
Geoposicionar la informació als elements. Aportar informació en forma de fotografies, vídeos, xarxes socials, etc.

### Integració
La integració dels tres punts anteriors a través de, per exemple, telèfons mòbils.

## Mashups de Google Maps
Es tracta de mashups dotats de valor espacial a situacions o objectes particulars (productes comestibles o esdeveniments religiosos, la veracitat de la qual o historicitat en aquest cas no es posa en qüestió, sinó que només es considera com a proposta cartogràfica) mitjançant exercicis que s'allunyen de les propostes de la cartografia tradicional.

### El mapa del bon croissant
Localitzar els Forns de Pa que ofereixen serveis de qualitat en relació amb aquest producte, segons lectors del blog “El comidista” del Diario El País.

### Biblemap
Biblemap utilitza una interfície on és possible realitzar cerques en el mapa tenint com a referència el llibre de la Bíblia i la seva numeració, de forma que es pot llegir la Bíblia accedint al mateix temps al mapa.

### Wikiloc
Wikiloc és una Comunitat d'usuaris que comparteixen rutes i punts d'interès GPS. La cobertura disponible en Open Street Map de territoris com Haití o Afganistan és un exemple de com les estratègies col·laboratives són més eficaces en entorns difícils.

### Flickrvision
És una aplicació web que permet visualitzar sobre un mapa el lloc exacte d'on s'estan enviant les imatges a Flickr en aquell moment.

### Wikimapia
És un mapa en línia editable on es pot descriure qualsevol lloc de la Terra o navegar pel mapa descobrint nous paratges ja establerts.

## Mapes reutilitzadors de dades
L'extensió de l'ús de la cartografia a Internet no s'entén sense l'aparició de serveis web de mapes i d'altres fonts de dades que, essent d'accés i ús gratuït, s'ordenen al voltant de catàlegs que les referencien. Aquests inventaris de fonts són coneguts com a catàlegs de Dades obertes, quan referencien fonts de dades en general, i com a Infraestructures de dades espacials quan es tracta de fonts específicament geogràfiques. Les fonts provenen dels serveis web d'institucions diverses, públiques i privades, que comparteixen, amb altres usuaris i organitzacions, dades de les quals són productores. Aquests catàlegs referencien aquestes fonts i les organitzacions que les ofereixen, mitjançant l'ús de Metadades, uns fulls descriptius de les característiques de les dades ofertes. Hi ha aplicacions i plataformes digitals que es fan servir aquestes dades per a la prestació de serveis d'informació finals. Són els anomenats serveis reutilitzadors de dades. A Catalunya trobem diversos exemples de serveis de mapes reutilitzadors de dades geogràfiques o georeferenciades pel mateix servei. A continuació, en citem alguns exemples:

### Eixos.cat
Observatori econòmic especialitzat en el tractament de les dades per a l'elaboració d'informació econòmica.

### Agenda Oberta
Servei agregador d'esdeveniments per a la creació d'agenda cultural dels Països Catalans.